# Thalattoarchon saurophagis
Il talattoarcon (Thalattoarchon saurophagis) è un rettile marino estinto, appartenente agli ittiosauri. Visse nel Triassico medio (Anisico, circa 244 milioni di anni fa) e i suoi resti fossili sono stati ritrovati in Nordamerica (Nevada). È considerato uno dei primi rettili marini predatori di grossi animali.

## Descrizione
Thalattoarchon era un ittiosauro di grandi dimensioni, e la lunghezza totale doveva essere almeno di 8,6 metri. L'unico scheletro noto è incompleto, ma una ricostruzione di questo animale è possibile sulla base del confronto con altri ittiosauri primitivi: probabilmente Thalattoarchon possedeva un corpo allungato e una pinna caudale poco sviluppata. Questo ittiosauro si differenziava dalle altre forme simili a causa di una caratteristica insolita: i grandi denti sottili, muniti di due margini taglienti e dotati di corone lisce. Gran parte degli ittiosauri successivi possedevano denti molto più piccoli, a forma di cono e striati. Anche l'ittiosauro del Triassico superiore Himalayasaurus tibetensis possedeva grandi denti con margini taglienti, ma erano distinti da quelli di Thalattoarchon per la presenza di striature longitudinali. L'aspetto di Thalattoarchon, in generale, doveva essere molto simile a quello di Cymbospondylus, un altro ittiosauro del Triassico medio di grandi dimensioni, ma se ne differenziava per le dimensioni della testa (era grande circa il doppio di quella di Cymbospondylus in proporzione al corpo).

## Classificazione
Thalattoarchon saurophagis è stato descritto per la prima volta nel 2013, sulla base di fossili ritrovati in Nevada nel 2010, comprendenti un cranio parziale, la colonna vertebrale, ossa del bacino e parti delle zampe posteriori trasformate in strutture simili a pagaie. Un'analisi filogenetica pone Thalattoarchon in una posizione leggermente più derivata rispetto a Besanosaurus del Triassico medio italiano, alla base di un clade comprendente gli shastasauri (Shastasaurus e Shonisaurus) e gli ittiosauri più derivati.

## Paleoecologia
Thalattoarchon è ritenuto essere uno dei primi grandi predatori marini in grado di nutrirsi di prede di taglia simile a sé stesso, un ruolo ecologico paragonabile a quello delle attuali orche. Thalattoarchon visse quattro milioni di anni dopo la prima apparizione degli ittiosauri nel Triassico inferiore, ed è quindi il più antico rettile marino ad essere anche un superpredatore. Visse inoltre solo otto milioni di anni dopo la grande estinzione del Permo/Triassico, e ciò indica una veloce ripresa dell'ecosistema marino dopo l'estinzione di massa.

## Significato del nome
Il nome generico Thalattoarchon deriva dal greco e significa "dominatore dei mari", mentre l'epiteto specifico, saurophagis, deriva anch'esso dal greco e significa "mangiatore di lucertole".